# 乔治·布莱克
乔治-貝哈爾·伊万诺维奇·布莱克（英語：George-Behar Ivanovich Blake，1922年11月11日—2020年12月26日）是英國秘密情報局的一名間諜，但實際上是為蘇聯服務的雙重間諜。
韓戰爆發前他被派往英國駐韓國首爾大使館担任副領事，但實際任務是收集有關朝鮮、中國及蘇聯遠東地區的情報。1950年6月25日韓戰爆發，首爾很快就被朝鮮人民軍佔領，由於英國加入联合国军，因此布萊克和其他英國外交官被朝鮮俘虜。在關押的三年期間他閱讀了卡爾·馬克思等人的著作後，成為一名共產主義者。他主動聯絡蘇聯國家安全部指他願意為其工作。 
1961年，布萊克雙重間諜身份被發現，當年5月在奧卑利接受秘密審判後被判處42年監禁。1966年，他成功從倫敦西部的監獄越獄，隨即逃往蘇聯。布萊克的間諜行為使得英國的情報工作在將近十年的時間內被蘇聯暗中掌握，加上他被審判期間堅守自己的立場，沒有透露任何關於蘇聯的資料，令英國情報機構顏面盡失，因此直到今天他仍被英國稱為「最臭名昭著的叛徒」，并与劍橋五人組齊名。

## 生平
布莱克出生於荷蘭鹿特丹，原名喬治·貝哈爾 (George Behar)，父亲是埃及塞法迪犹太人，其後入籍英國，母亲为荷兰新教徒。他們以英國喬治五世的名字命名布莱克。布莱克的父親阿爾伯特·貝哈爾 (Albert Behar) 在第一次世界大戰期間在英國軍隊服役，並獲得了功勳勳章。 貝哈爾一家在荷蘭過著舒適的生活，直到1936年阿爾伯特去世，同年13歲的布莱克爾被送到埃及一位富有的阿姨家，在開羅的英語學校繼續接受教育。
在開羅期間，他與堂兄亨利·居里埃爾 (Henri Curiel)關係密切，亨利後來成為埃及共產主義運動的領導人， 1991年布萊克接受訪問時說亨利塑造了他以後的人生觀。第二次世界大戰爆發時布萊克剛好回到了荷蘭。 1940年，德國入侵並迅速擊敗荷蘭軍隊，由於他當只有17歲因此沒有被拘留，其後他加入了地抵抗組織。1942年，布萊克逃離荷蘭，經西班牙和直布羅陀來到英國，與母親和姐妹團聚。1943年，為了更好地融入當地他把姓氏從「貝哈爾」改為「布萊克」。

## 間諜生涯

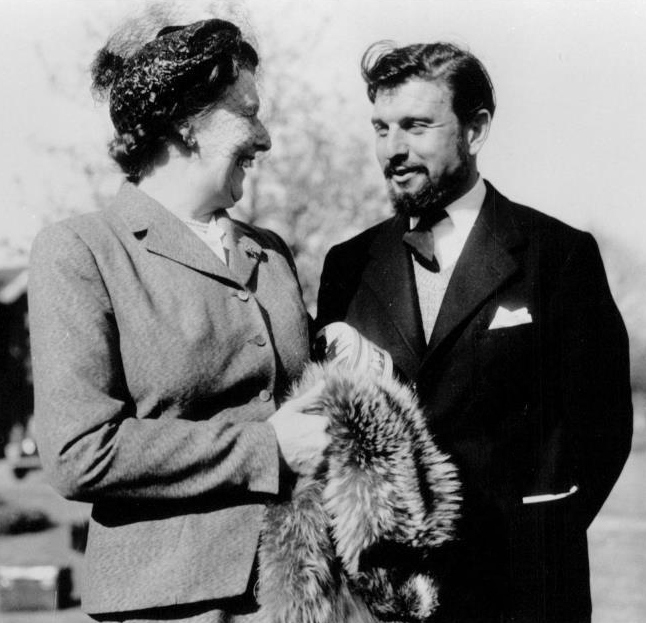
1953 年，布萊克回到英國後與他的母親相聚。

到達英國後，布雷克以少尉身份加入皇家海軍，然後於1944年被军情六处招募成为一名間諜。在戰爭的剩餘時間裡，布雷克受僱於荷蘭分部。期間他打算與英國軍情六處的秘書艾里斯·皮克結婚，但由於布萊克的猶太背景，她的家人阻止了這樁婚事，兩人的關係也因此結束。1946年，他被派往德國漢堡，負責審訊德國潛艇船長。 1947年，海軍派布萊克到劍橋大學唐寧學院學習包括俄語在內的語言，他的同學包括未來的外交政策分析師邁克爾麥奎爾。1948年11月6日，布莱克被派往韩国汉城，任務是收集有關朝鮮、中國及蘇聯遠東地區的情報。
1950年6月25日朝鲜战争爆发，汉城很快被朝鲜人民军占领。由於英國加入聯合國軍，因此布萊克和其他英國外交官被朝鮮俘虜。随着战局的转折，布莱克等人被带往北朝鮮，先是到了平壤，然后到了鸭绿江。期間他目睹朝鲜及中國的無辜平民被美軍轰炸，使到他內心信仰動搖。在關押的三年期間他閱讀了卡爾·馬克思等人的著作後，最終成為一名共產主義者，並決定自願加入苏联情报机关克格勃。在其後一次採訪中布雷克被問到：“有沒有一件事促使你決定改變立場？” 布萊克回應：
在目睹巨大的美國飛行堡壘對只有婦女、兒童和老人朝鮮小村莊的無情轟炸後，我感到羞愧。這些強大的、技術上更先進的國家正在屠殺在我看來毫無防備的人民，這讓我覺得站在錯誤的一邊……如果共產主義制度盛行，對人類來說會更好，它會結束戰爭。
1953年布莱克被釋放回到英國，當時他已經是蘇聯的祕密間諜，但英國並不知情，因此他的回歸被視為英雄。1954年10月，他在倫敦聖馬克教堂（北奧德利街）與英國軍情六處秘書吉莉安·艾倫結婚。1955年，他被英國軍情六處派往柏林擔任案件官，他的任務是招募蘇聯軍官作為雙重間諜，其後他直接向克格勃通報了英國和美國行動的細節，包括著名的黃金行動。這是一條美國中央情報局和英國秘密情報局共同執行的計劃，建造了一條通往東柏林的隧道用來竊聽蘇聯軍隊。蘇聯為了保護布雷克的身份不被曝光，決定先放任竊聽行為，不過也做了反應措施，只把經篩選過的信息發佈出來，因此黃金計劃從來沒有得到過有用的情報。一年後，蘇聯也假裝剛好意外地“發現”了這條隧道，並且立即大肆向媒體宣布並邀請記者來拍攝。由於隧道中的大多數設備都清楚地標明是英國製造，使到英國及美國無法反駁，蘇聯指英美行為違反國際法準則，是“強盜行為”。隔日世界各地的報紙刊登了這隧道的照片，令英美十分尷尬。根據2019年一本關於這次行動的書的說法︰「蘇聯人非常重視布莱克，他們害怕布莱克身份會曝光多於自身的機密被洩露。」在作為雙重間諜的九年的時間裡，布萊克向蘇聯提供军情六处数百人的名字、洩露了大約40名特工的詳細細節，並且幫助蘇聯摧毀了軍情六處在東歐的大部分行動。1959年，布萊克發現格魯烏內部有中央情報局的內奸，幫助蘇聯發現彼得·謝苗諾維奇·波波夫 (Pyotr Semyonovich Popov）的間諜身份。

## 被發現及監禁
1961年，波蘭情報機構副主任米哈爾·戈列涅夫斯基叛逃，向西方提供許多資料，此後布萊克受到英美情報機構的懷疑，其後他從黎巴嫩被傳喚到倫敦後被捕。審訊期間，布萊克否認他曾受到朝鮮人的酷刑或勒索，他說自己是自願為蘇聯服務的，同時拒絕透露任何關於蘇聯的資料。1961年5月，他在奧卑利（Old Bailey）接受秘密審判後，被首席大法官沃丁頓的帕克勳爵判處最高刑期共計42年的監禁，這是英國法院有史以來最長的非無期徒刑。

## 越獄
1966年，布莱克從位於伦敦西部的监狱逃脫並逃往苏联。2020年12月26日，布莱克在俄羅斯去世。
布莱克一直是一个坚定的共产主义者，即使是在苏联解体后，他也依旧认为共产主义社会是一个崇高的理想，是一个值得耗费千年得以实现的目标。

## 引用
1. 1 2 3 4 5  Hermiston, Roger. . 英國: London: Aurum Press. 2013. ISBN 978-1-78131-046-5.
2. ↑  . History Today.   [2021-05-06]. （原始内容存档于6 May 2021）.
3. ↑  . PBS. 15 July 2018. （原始内容存档于26 December 2020）.
4. 1 2  Norton-Taylor, Richard. . The Guardian (London). 26 December 2020  [28 December 2020]. （原始内容存档于26 December 2020）.
5. ↑  ,   [8 November 2017], （原始内容存档于26 December 2020）
6. 1 2  Irvine, Ian. . The Independent (London). 1 October 2006  [19 March 2012]. （原始内容存档于26 December 2020）.
7. 1 2 3  . BBC. 26 December 2020  [26 December 2020]. （原始内容存档于26 December 2020）.
8. ↑  . The Daily Telegraph (London). 4 October 2000  [27 December 2020]. （原始内容存档于26 December 2020）.
9. ↑  Hermiston 2013，第46–57頁.
10. ↑  Knightley, Phillip. . The Daily Telegraph (London). 27 September 2006  [3 October 2018]. （原始内容存档于26 December 2020）.
11. ↑   (PDF) (报告). Downing College Alumni Association: 90. 2016  [3 October 2018]. （原始内容存档 (PDF)于26 December 2020）.
12. ↑  Boyle, Andrew. . London Review of Books. 27 July 1989: 8  [12 November 2019]. ISSN 0260-9592. （原始内容存档于26 December 2020）.
13. ↑  Hermiston（2013年），第80, 84–85页
14. ↑  McFadden, Robert D. . New York Times. 26 December 2020  [26 December 2020]. （原始内容存档于2020-12-26）.
15. ↑  Turner, John Frayn. . Osprey Publishing. 2012: 109  [28 August 2017]. ISBN 978-1780967295. （原始内容存档于25 January 2021）.
16. ↑  Blake 1990，第165頁.
17. ↑  Spies Beneath Berlin, p. 12
18. ↑  Spies Beneath Berlin, p. 112
19. ↑  . KPCW. 10 March 2020  [31 December 2020]. （原始内容存档于2021-09-25）. The Americans and the British were able to listen into the Russian conversations for 18 months
20. ↑  Turner, John Frayn. . 魚鷹出版. 2012: 109  [2020-12-27]. ISBN 978-1780967295. （原始内容存档于2021-01-25）.
21. ↑  . NPR. 28 December 2020  [31 December 2020]. （原始内容存档于30 December 2020）.
22. ↑  Hermiston, pp. 252–253.
23. ↑  . BBC Radio 4. 3 August 2009  [10 August 2009]. （原始内容存档于29 October 2020）.
24. ↑  Hood, William. . New York: Ballantine. 1983: 246–247. ISBN 9780345304919.
25. ↑  . rfi.   [2020-12-27]. （原始内容存档于2022-04-02）.
26. ↑  公共广播电视公司（PBS） "The reason I have worked out for myself is that a Communist society is in a way a perfect society, and we are not perfect people. And imperfect people cannot build a perfect society. People have to change a great deal still and it will take many, many, many generations and perhaps thousands and thousands of years before we can build such a society....Yes, because I think it is never wrong to give your life to a noble ideal, and to a noble experiment, even if it doesn't succeed.". .   [2022-05-05]. （原始内容存档于2020-12-26）.